# Фрасенюк, Юрий
Юрий Фрасенюк — молдавский баскетболист

## Личная информация
•	Полное имя: Юрий Фрасенюк (Iuri Fraseniuc)
•	Дата рождения: 18 октября 1986 года
•	Место рождения: Кишинёв, Молдова
•	Родители: Галина Фрасенюк (мать), Валентин Фрасенюк (отец)
•	Брат: Сергей Фрасенюк

## Ранняя жизнь и карьера
Юрий Фрасенюк начал свою карьеру в баскетболе в клубе «Сперанца» в Кишинёве. Его первым тренером был Эдуард Маисеивич Конкасов. В 17 лет Фрасенюк подписал свой первый профессиональный контракт с украинским клубом «Химик» из Южного.

## Баскетбольная карьера
Фрасенюк играл в различных клубах в Украине и Румынии, а также в родной Молдове. Ниже представлены основные этапы его карьеры:
Украина
•	2004/2005: «Химик-3» (Южный) — Первая лига
•	2005/2006: «Химик-2» (Южный) — Высшая лига
•	2006/2007: «Химик» (Южный) — Суперлига
•	2007/2008: БК «Пульсар-93» (Ровно) — Суперлига
•	2008/2009: БК «Одесса» (Одесса) — Суперлига
•	2009/2010: БК «Одесса» (Одесса) — Суперлига
•	2010/2011: БК «Одесса» (Одесса) — Суперлига
•	2011/2012: «ЧеркаськI Мавпи» (Черкассы) — Суперлига
•	2012/2013: БК «Говерла» (Ивано-Франковск) — Суперлига
•	2013/2014: БК «Говерла» (Ивано-Франковск) — Суперлига
Румыния
•	2014/2015: ФК «Арджеш Питешть» (Питешть) — Национальная лига
•	2015/2016: БК «Муреш» (Тыргу Муреш) — Национальная лига
•	2016/2017: «Стяуа Букурешть» (Букурешть) — Национальная лига
•	2017/2018: «Стяуа Букурешть» (Букурешть) — Национальная лига
•	2018/2019: SCMU «Крайова» (Крайова) — Национальная лига
•	2019/2020: ФК «Арджеш Питешть» (Питешть) — Национальная лига
Тренерская карьера
Вернувшись в Молдову, Юрий Фрасенюк стал старшим тренером команды «EK ASEM». Под его руководством команда завоевала золотые медали, и он сам выступал в роли играющего тренера и активного баскетболиста.

## Достижения
•	Золотые медали чемпионата Молдовы с командой ASEM (Экономическая Академия Молдовы)